# Franck Guérin
ʟ
Franck Guérin est un réalisateur et documentariste français. Il vit à Paris.

## Biographie
Le début de carrière de réalisateur de Franck Guérin est marqué par la réalisation de deux moyens métrages : Quelques jours de trop (avec Marion Cotillard et Yann Peira, 2001), récompensé du Grand prix du festival du court de Caen et En ton absence, diffusé sur France 3 dans l'émission Libre Court (avec Manuel Blanc et Lei Dinety, 2003). Plus tard, il tournera plusieurs courts métrages pour Arte : Nuisibles, réunissant Jean-François Stévenin et Baptiste Bertin (2008), puis deux films co-écrits et interprétés par l'écrivain Jérôme Attal : La Fille aux allumettes (2009) et Alice Island (2013). 
En 2020, il réalise un moyen métrage de 40 minutes, Personne ne manque, produit par Folle allure et diffusé par Arte. Le casting réunit Cassandre Manet, David Mora et André Wilms.
Son premier long métrage, Un jour d'été, a été tourné en 2005 en Vendée, dans sa région natale. Ce téléfilm produit par Ostinato Productions et Arte réunit au casting Jean‐François Stévenin, Catherine Mouchet, Baptiste Bertin et Théo Frilet. Le film obtient de nombreux prix dans des festivals internationaux de cinéma dont le Bayard d’Or de la meilleure première œuvre (Namur, 2006), le prix FIPRESCI de la Critique internationale (Mannheim, 2006), le Grand prix du meilleur film européen (Rencontres Avignon/New York, 2006) ainsi que le prix de la meilleure première œuvre (Lauriers de la Télévision et du Cinéma du Sénat, 2008). 
One O One, son premier long métrage de cinéma, sort en salles en juin 2012, avec Yann Peira, Cassandre Manet, Aleksandra Yermak et l’actrice taïwanaise Xian-Han Yang, dont Jean-Michel Frodon critique et ancien rédacteur en chef des Cahiers du cinéma, écrit : « Il est rare de sentir à ce point une présence, dès les premiers plans d’un film. Présence du cinéaste qui compose, insiste et surprend, présence du chef opérateur, de la caméra en mouvement et des lumières étranges, présence de l’acteur, Yann Peira, en maillot de corps, massif et perdu dans la foule qu’il interroge en chinois, et puis du même patrouillant solide et tendu, avec parka et fusil, dans des montagnes qui sont celles de son personnage. » SLATE.FR
Franck Guérin est également l'auteur-réalisateur d'une trentaine de documentaires pour la télévision abordant des thèmes variés : folie criminelle (La Route sanglante de Francis Heaulme, Sagawa, le cannibale ‐ 13e Rue), politique internationale (American Paradox, United States of Obama, Le cycle I Love Democracy ‐ Arte), origines de l’homme (Le Big Bang, mes ancêtres et moi, L'ADN, nos ancêtres et nous, Le Grand Roman de l'Homme ‐ Arte), une série documentaire coréalisée avec Emmanuel Leconte et produit par Daniel Leconte pour la société Doc en Stock. En 2016, il réalise un documentaire sur les attentats de 2015 à Paris (Les Unités d'élite face aux attentats) pour Planète+ qui donne la parole aux témoins et victimes mais surtout à de nombreux opérateurs du RAID, de la BRI et du GIGN. En 2018, il signe 332 Jours pour m'évader un docu-fiction pour Planète + qui raconte la captivité et l'évasion de Francis Collomp, otage du groupe Ansaru au Nigéria. Suivront deux séries documentaire, Mystères d'Épaves en six épisodes co-réalisés avec Kévin Sempé pour Planète +, et Omerta une série sur le gang de la Brise de mer pour Canal + Docs en 2023, à propos de laquelle Télérama écrit : "Une puissante série documentaire, une chronique sur trois décennies aussi haletante que richement documentée."  

## Filmographie

### Longs métrages
- 2011 : One O One - 95' - Kanibal Films Distribution
- 2006 : Un jour d'été - 91' - Arte

### Courts métrages
- 2020 : Personne ne manque[14]
- 2013 : Alice Island[15]
- 2009 : La Fille aux allumettes[16]
- 2008 : Nuisibles[17]
- 2003 : En ton absence
- 2000 : Quelques Jours de trop
- 1997 : Dieu sait qui
- 1997 : Des années fixes
- 1996 : Suite et Fin
- 1995 : Je vous aimais

### Documentaires
- 2024 : L'Affaire Kersten : l'énigmatique docteur d'Himmler - 2 x 55' - Planète +
- 2023 : Omerta - 4 x 52' - Canal + Docs [18]
- 2022: Le réveil des Éléphants - 54' - Canal+
- 2020 : Mystères d'Épaves - 6 x 52' - Planète +
- 2019 : La justice des mineurs - 52' - TF1
- 2018 : 332 jours pour m'évader - 70' - Planète +[19]
- 2017 : Crazy Girls - 52' - TF1 [20]
- 2017 : Opération Spéciale : Le Carré d'As - 70' - Planète + [21]
- 2016 : Les Unités d'élite face aux attentats - 85' - Planète + [22]
- 2015 : Climatosceptiques, la Guerre du climat - 70' - France 5 [23]
- 2014 : Le Grand Roman de l'Homme - 82' - Arte [24]
- 2012 : USA, I Love Democracy - 52' - Arte [25]
- 2012 : Tunisie, I Love Democracy - 52' - Arte [26]
- 2011 : L'ADN, nos ancêtres et nous - 52' - Arte [27]
- 2010 : United States of Obama - 52' - Arte [28]
- 2009 : Le Big Bang, mes ancêtres et moi - 52' - Arte[29]
- 2008 : American Paradox - 52' - ARTE[30]
- 2008 : La Politique du chiffre - 52' - Canal + [31]
- 2007 : Récital équestre pour une académie - 75' - France 3 [32]
- 2006 : Sagawa, le cannibale (Les Sept Péchés capitaux) - 52' - 13e Rue
- 2005 : La Route sanglante de Francis Heaulme - 75' - 13e Rue [33]
- 2004 : Nous, enfants d'homos - 52' - ARTE [34]
- 2002 : L'Affaire de l'homme sans tête - 26' - 13e Rue

### Clips
- 2011 : That Road de Constance Amiot
- 2011 : Voyager de Pascal Mono
- 2010 : Ma bohème de Pascal Mono
- 2008 : Papier bleu de Nicolas Jules
- 2007 : Clash dans le tempo de Constance Amiot